# Nationale 1 1972-1973
La Nationale 1 1972-1973 è stata la 51ª edizione del massimo campionato francese di pallacanestro maschile. La vittoria finale è stata ad appannaggio dell'AS Berck.

## Risultati

### Stagione regolare
|     | Squadra           | G  | V  | N | P  | PF   | PS   | Diff. | Bonus | P.ti | Qualificazione            |
| --- | ----------------- | -- | -- | - | -- | ---- | ---- | ----- | ----- | ---- | ------------------------- |
| 1.  | AS Berck          | 30 | 26 | 1 | 3  | 2683 | 2259 | +424  | 14    | 97   |                           |
| 2.  | Bagnolet          | 30 | 22 | 1 | 7  | 2619 | 2419 | +200  | 11    | 86   |                           |
| 3.  | Denain            | 30 | 20 | 1 | 9  | 2511 | 2255 | +256  | 12    | 83   |                           |
| 4.  | Olympique Antibes | 30 | 20 | 0 | 10 | 2685 | 2414 | +271  | 12    | 82   |                           |
| 5.  | ASVEL             | 30 | 19 | 1 | 10 | 2479 | 2294 | +185  | 11    | 80   |                           |
| 6.  | SCM Le Mans       | 30 | 17 | 0 | 13 | 2306 | 2164 | +142  | 12    | 76   |                           |
| 7.  | Caen              | 30 | 18 | 1 | 11 | 2498 | 2388 | +110  | 9     | 76   |                           |
| 8.  | Roanne            | 30 | 17 | 1 | 12 | 2613 | 2529 | +84   | 8     | 73   |                           |
| 9.  | Vichy             | 30 | 16 | 1 | 13 | 2206 | 2236 | -30   | 7     | 70   |                           |
| 10. | ASPO Tours        | 30 | 15 | 0 | 15 | 2360 | 2421 | -61   | 4     | 64   |                           |
| 11. | Nancy             | 30 | 12 | 0 | 18 | 2493 | 2575 | -82   | 6     | 60   |                           |
| 12. | Challans          | 30 | 10 | 2 | 18 | 2315 | 2402 | -87   | 4     | 56   |                           |
| 13. | ASPTT Nizza       | 30 | 9  | 0 | 21 | 2500 | 2630 | -130  | 6     | 54   | retrocesse in Nationale 2 |
| 14. | ABC Nantes        | 30 | 7  | 0 | 23 | 2232 | 2489 | -257  | 1     | 45   | retrocesse in Nationale 2 |
| 15. | P.U.C.            | 30 | 5  | 0 | 25 | 2232 | 2740 | -508  | 1     | 41   | retrocesse in Nationale 2 |
| 16. | Nilvange          | 30 | 2  | 1 | 27 | 2516 | 3033 | -517  | 2     | 37   | retrocesse in Nationale 2 |

| Nationale 1 1972-1973 |
| --------------------- |
| AS Berck 1º titolo    |

## Formazione vincitrice
| N° | Naz.                   | Ruolo | Sportivo          |  | Alt. |  |
| -- | ---------------------- | ----- | ----------------- |  | ---- |  |
|    | Francia (bandiera)     | A     | Didier Dobbels    |  | 196  |  |
|    | Francia (bandiera)     | P     | Pierre Galle      |  | 180  |  |
|    | Francia (bandiera)     | AG    | Yves-Marie Vérove |  | 192  |  |
|    | Stati Uniti (bandiera) | AP    | Ken Gardner       |  | 196  |  |
|    | Francia (bandiera)     | All.  | Jean Galle        |  |      |  |